# Джафаров, Агададаш
Агададаш Джафаров (азерб. Ağadadaş Cəfərov; 1863, Говсан, Бакинский уезд, Бакинская губерния, Российская империя — 1940, Бузовна, Артёмовский район, Азербайджанская ССР, СССР) — азербайджанский поэт XIX—XX веков, член литературного общества «Маджмауш-шуара».

## Биография

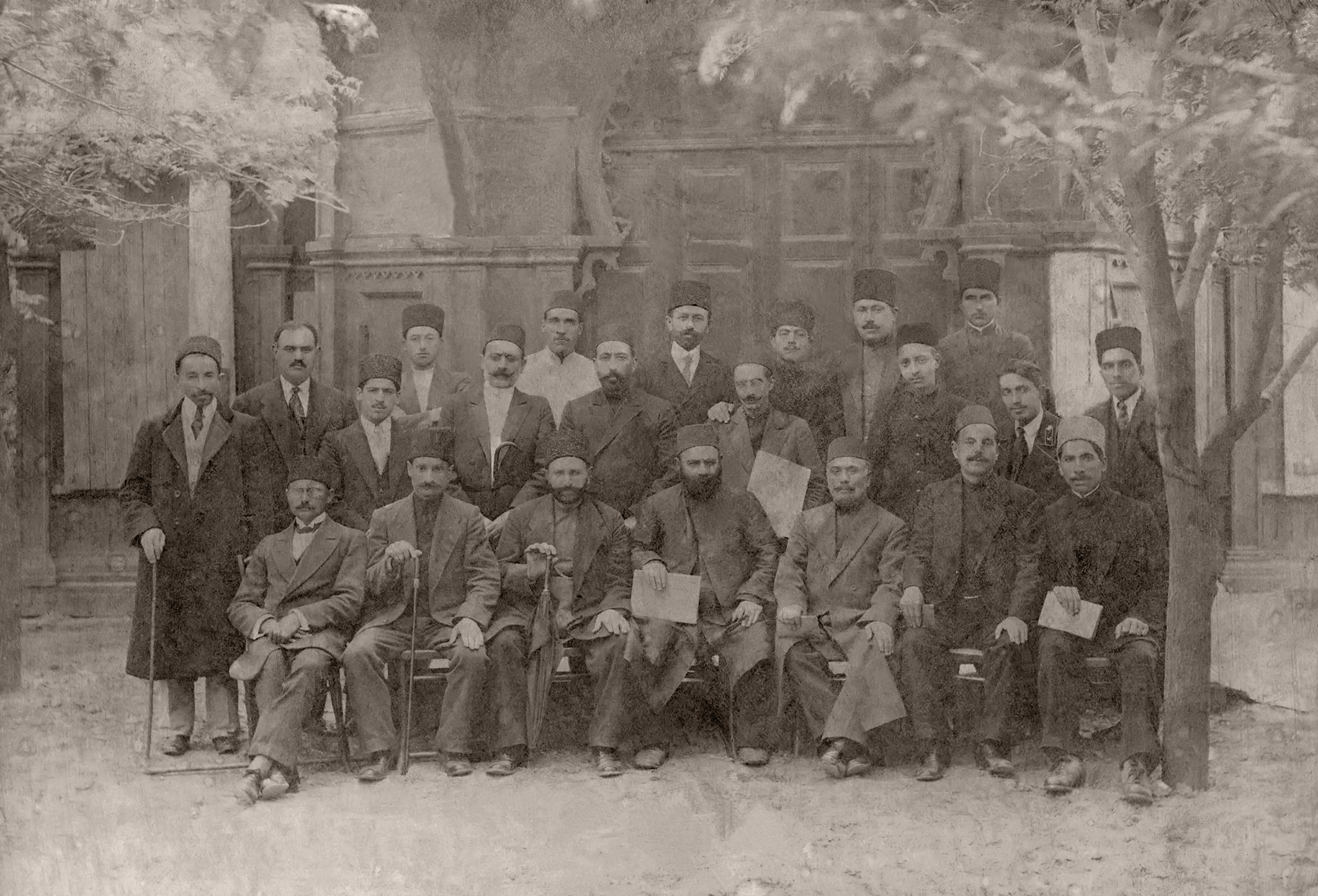
Учителя и поэты Баку, 1916 год. Слева направо, первый ряд: Мирбадреддин Сеидзаде, Мирабдулвахаб Сеид Заргяр, Микаил Сейди, Абдулхалиг Джаннати, Агададаш Мюнири, Неймат Хаджиев; второй и третий ряд: Хаджи Селим Гасымзаде, Хусейнгулу Тюлуи, Мирмахмуд Алескерли, Агададаш Алекберов, Хусейнгулу Саджид, Нусрет Ардебили, Мирзабала Гардаш, Мирза Халил Джанибеков, Алиаббас Мюзниб, Алиага Вахид, Абдуррахман Асим, Эмин Абид Гюльтекин, Султан Гюльшени, Ханафи Зейналлы, Алисаттар Ибрагимов.

Родился в селе Говсан в 1863 году в семье моряка. Отец умер, когда ему было семь лет. Мать работала швеей в квартале чтобы прокормить двух сыновей. Она заботилась об образовании своих детей, отправляя их в школу. До 15 лет учился в медресе. Учась, Агададаш также становится подмастерьем у торговца. Однако поскольку это мешает его образованию, он вскоре уходит. Каждый день после школы Агададаш, занятый другой работой, не терял время. Проводя свободное время за чтением, глубже изучал классиков Востока. 
Очень рано проявил интерес к поэзии. Через некоторое время зарабатывал на жизнь, открыв небольшой магазин и продавая духи. Занимаясь этим, он не мог уделять время поэзии и даже подумывал бросить её. Однако, из-за интереса возлюбленной к поэзии и искусству он продал магазин и занялся литературой под псевдонимом «Мюнири» (с арабского «свет»). Поскольку он не мог содержать таким образом свою семью, он снова вернул свой магазин. На этот раз также его возлюбленная настаивала и он продал магазин во второй раз. 
После этого его спутниками становятся бакинские поэты из литературного общества «Маджмауш-шуара». Они собирались ночью в одной комнате и говорили о поэзии, литературе и других мирских науках. 
Писал стихотворения в форме газелей, маснави, рубаи, кыта, касыда.
Стихи печатались в газетах и журналах, таких, как «Жизнь» (1916), «Türkcə qəzəllər» («Тюркские газели») (1917), «Ədəbi parçalar» («Литературные фрагменты») (1926).
Оригиналы произведений хранятся в Институте рукописей НАН Азербайджана.
Дружил с Азером Имамалиевым, Гашим беком Сагибом.
Приходится дедом художнику Асафу Джафарову.
Умер в селе Бузовна в 1940 году.